# 1670

## Efemèrides

### Fets històrics
- 31 de març, Ceret, Vallespir: els Angelets de la Terra assetgen la vila (Revolta del Vallespir).[1]

| Dia          | Lloc           | Efemèride                                                                            | Categoria |
| ------------ | -------------- | ------------------------------------------------------------------------------------ | --------- |
| 22 de gener  | Prats de Molló | detenció del cap revoltat Joan Miquel Mestre de Vallestàvia i aixecament veïnal      | guerra    |
| 27 de febrer | Arles          | revolta del Vallespir: els Angelets de la Terra s'apoderen de la vila                | guerra    |
| 18 de juliol | Madrid         | signatura del Tractat de Madrid entre la Monarquia Hispànica i el Regne d'Anglaterra | política  |

## Naixements
- 25 de febrer - Panitzsch, Electorat de Saxònia: Maria Margarethe Winckelmann, astrònoma alemanya (m. 1720).[3]

| Dia        | Lloc      | Personalitat                                                                             | Categoria |
| ---------- | --------- | ---------------------------------------------------------------------------------------- | --------- |
| 17 de maig | Barcelona | Josep de Taverner i d'Ardena, bisbe de Solsona i Girona                                  | religió   |
| ?          | Ripoll    | Francesc Antoni de Solanell i de Montellà, 120è President de la Generalitat de Catalunya | política  |

## Necrològiques
Països Catalans
- 17 de març: Guillem Ramon de Montcada i d'Alagón-Espés-Castre, Gran d'Espanya.[4]

Resta del món
- 6 d'abril, Roma: Leonora Baroni, cantant, intèrpret i compositora de tiorba, llaüt i viola de gamba (n. 1611).[5]
- 18 de juliol, Mòdena, Ducat de Mòdena: Giovanni Bononcini, compositor i violoncel·lista (m. 1747).[6]